# 百舌坂

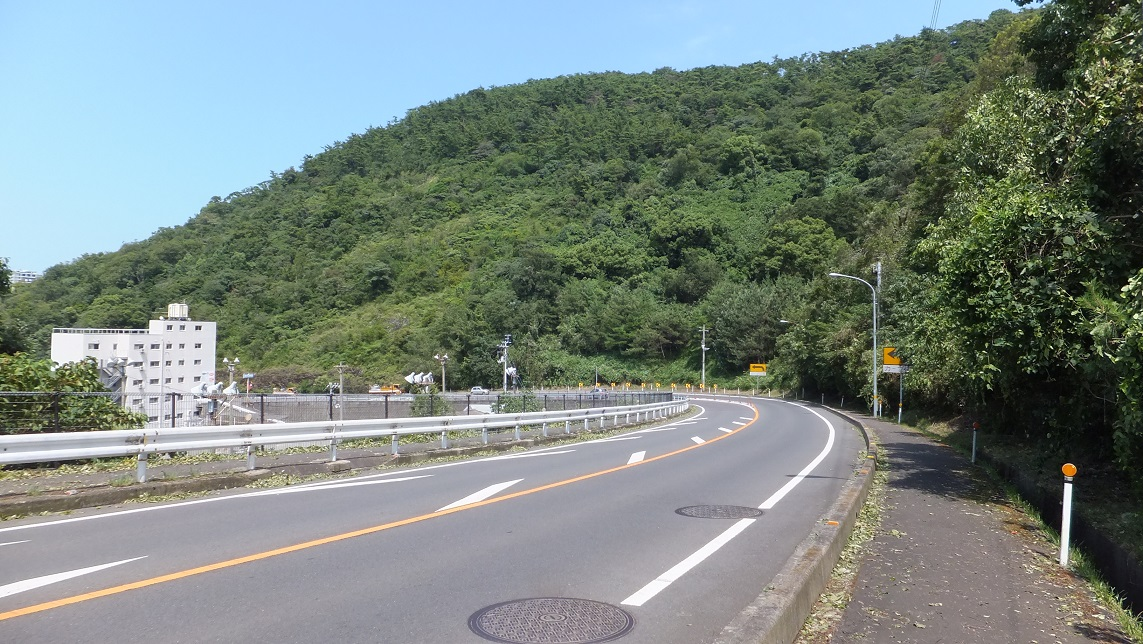
百舌坂（栗林トンネル側より）

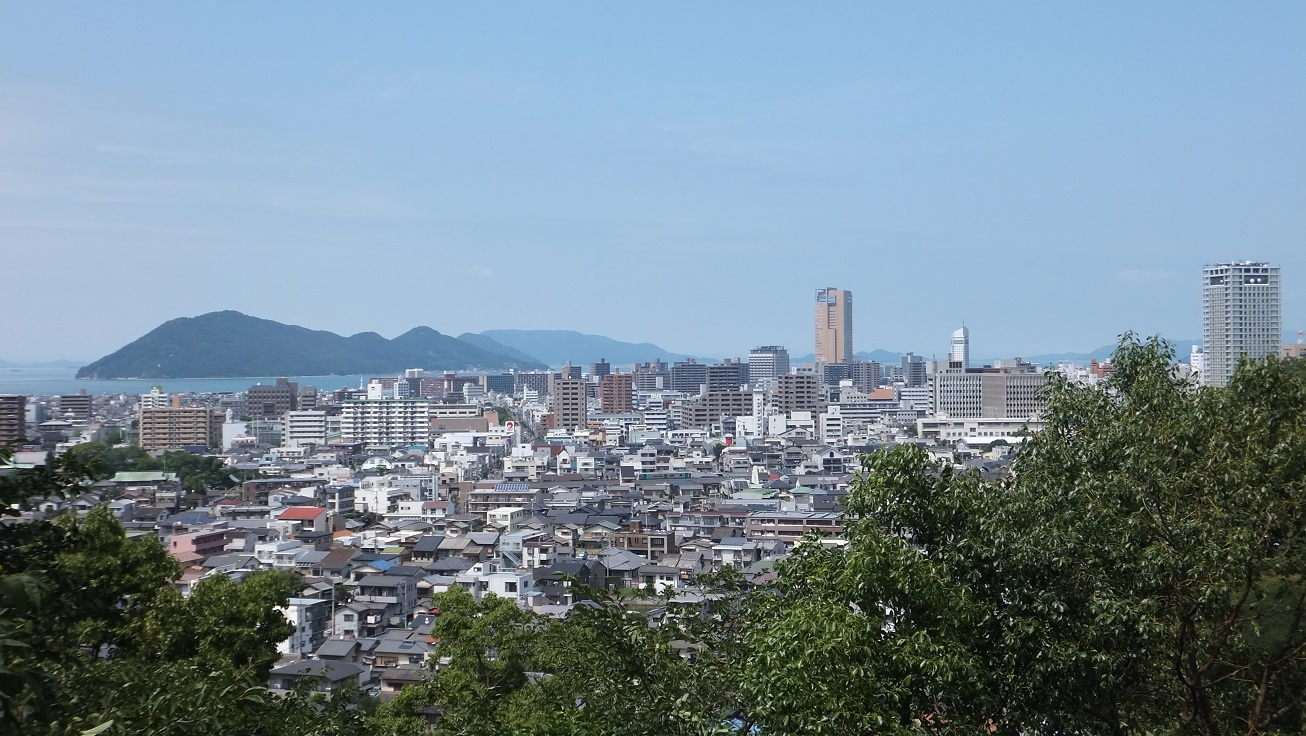
百舌坂から見た高松市街と女木島

百舌坂（もずざか）は香川県高松市宮脇町二丁目にある全長900mの坂。香川県道172号川東高松線の栗林トンネルからJR高徳線の高架下に至るまでの区間である。

## 概要
県道172号川東高松線の一部で、峰山・紫雲山（石清尾山塊）をショートカットする栗林トンネルの北側に位置する。頂点の標高は57.3m、下の標高は5.0m、平均勾配は5.81%。坂の頂点である栗林トンネルの北坑口では道がもう一方に分岐しており、この道は摺鉢谷へ下り、峰山への登山道に合流する。
片側一車線の対面通行、歩道は狭いが高松市郊外からの中心部への動脈であり交通量は非常に多く、勾配も急なうえ急カーブもあるため交通事故も多い。その急な傾斜角度を生かし、市民のランニング、ウォーキングなどの場として利用されている。
特に人口の密集する高松市中心部に接しているため、近くには学校が多く、学生の部活動でのランニングに利用されることが多い。
近年は地元ランナーのトレーニングの場として人気があり、早朝に百舌坂を往復する「MOZU坂ファイトクラブ」という練習会が定期的に行われている。
坂の途中には銀星テニスクラブがある。
注意点として、山側の歩道は栗林トンネルの前で途切れていることが挙げられる。

## 由来
元々、幹線道路中にあった名も無い坂であったが、1993年4月に命名された。名称は幼少時代に「百舌博士」と呼ばれた高松市出身の作家・菊池寛が幼少時代にこの付近でモズを獲っていたことに由来している。